# Nephus schatzmayri
Nephus schatzmayri é uma espécie de insetos coleópteros polífagos pertencente à família Coccinellidae.
A autoridade científica da espécie é Canepari & Tedeschi, tendo sido descrita no ano de 1977.
Trata-se de uma espécie presente no território português.